# Knorringia sibirica
Knorringia sibirica (Laxm.) Tzvelev – gatunek roślin z monotypowego rodzaju Knorringia w obrębie rodziny rdestowatych (Polygonaceae). Występuje w środkowej Azji; w krajach byłego Związku Radzieckiego, w Chinach, Afganistanie, Pakistanie i Nepalu. Roślina spożywana jako warzywo.

## Morfologia
PokrójBylina kłączowa o silnie rozgałęzionych pędach.
LiścieEliptyczne do równowąskich, u nasady strzałkowate lub uszkowate. Blaszka gruczołowato punktowata.
KwiatyDrobne, zebrane w gęste, wyrastające w kątach liści lub szczytowo grona i wiechy. Listki okwiatu nierównej wielkości. Pręcików jest 8, rzadziej 9–10, równej długości.
OwoceCzarne, trójboczne, nieco zaoblone orzeszki.

## Zmienność
Wyróżnia się dwa podgatunki:
- Knorringia sibirica subsp. sibirica – rośnie we wschodniej części zasięgu gatunku – od wschodniej Syberii do chińskiej prowincji Junnan. Ma większe liście o długości 30–75 mm i szerokości 3–21 mm oraz rozgałęzione wiechowato kwiatostany.
- Knorringia sibirica subsp. thomsonii (Meisn. ex Steward) S. P. Hong – w Azji Środkowej. Ma liście o długości 8–31 mm i szerokości 2–11 mm oraz kwiaty skupione w gęstych, jajowatych i nierozgałęzionych gronach szczytowych o długości do 12 mm[5].